# Sarah Mkhonza
Sarah Mkhonza (tên khai sinh là Sarah Thembile Du Pont; 7 tháng 5 năm 1957) là một nhà văn, nhà giáo dục và nhà hoạt động vì quyền của phụ nữ Swazi sống ở Hoa Kỳ.
Mkhonza nhận bằng tiến sĩ từ Đại học bang Michigan. Bà làm nhà báo cho tờ Times of Swaziland và The Swazi Observer và dạy tiếng Anh và Ngôn ngữ học tại Đại học Swaziland. Vì bài viết của bà bị chỉ trích bởi chính quyền ở Swaziland, nên bà được lệnh ngừng viết. Các mối đe dọa và tấn công sau đó đã khiến bà phải xin tị nạn chính trị tại Hoa Kỳ vào năm 2005.
Mkhonza đồng sáng lập Hiệp hội Phụ nữ Châu Phi và Nhóm Quỹ Sách châu Phi tại Đại học bang Michigan. Bà đã giảng dạy tại Trung tâm Nghiên cứu và Nghiên cứu dành cho người Châu Phi tại Đại học Cornell, Đại học Boston và Đại học Stanford.
Năm 2002, cô đã nhận được giải thưởng Hammett-Hellman từ Tổ chức Theo dõi Nhân quyền. Mkhonza cũng đã nhận được giải thưởng Oxfam Novib/PEN.

## Tác phẩm chọn lọc[2]
- What the Future Holds (1989)
- Pains of a Maid (1989)
- Two Stories (2007)
- Woman in a Tree (2008)
- Weeding the Flowerbeds (2008)